# Cory Finley
Cory Finley es un guionista, dramaturgo y director estadounidense. Finley escribió y dirigió la película de comedia negra Thoroughbreds, que se estrenó en el Festival de Cine de Sundance en 2017. También dirigió la película dramática de true crime Bad Education, protagonizada por Hugh Jackman y Allison Janney, que se estrenó en HBO y ganó el premio Primetime Emmy al mejor telefilme en 2020.

## Biografía
Finley se crio en San Luis, donde asistió a la escuela primaria Glenridge en Clayton y más tarde a la escuela John Burroughs, donde su madre era maestra y administradora. Asistió a la Universidad de Yale. Tiene una hermana mayor, Lynn, y un hermano menor, Thom. Su madre, Macon Finley, es actualmente la directora de la escuela Ellis en Pittsburgh. Su padre es Peter Finley.

## Filmografía

### Películas
| Año  | Título                        | Crédito            |
| ---- | ----------------------------- | ------------------ |
| 2017 | Thoroughbreds                 | Director, escritor |
| 2019 | Bad Education                 | Director           |
| 2023 | Landscape with Invisible Hand | Director, escritor |

| Año  | Título                           | Director | Escritor | Notas                             |
| ---- | -------------------------------- | -------- | -------- | --------------------------------- |
| 2022 | WeCrashed                        | Sí       | No       | Episodios: "4.4", "Hustle Harder" |
| TBA  | A Cool Breeze on the Underground | Sí       | Sí       | TBA                               |